# PARAFAN

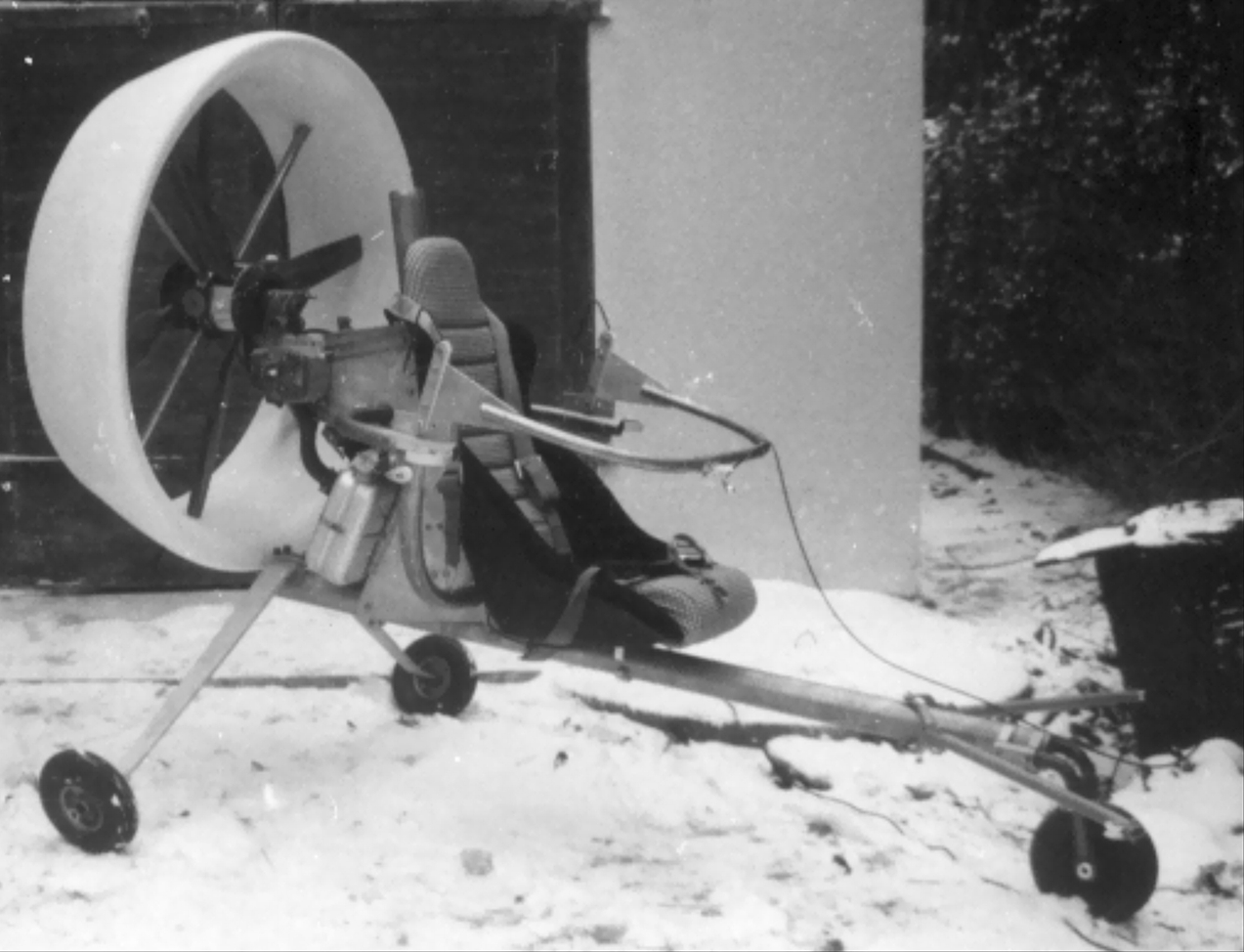
Wózek spadochronu

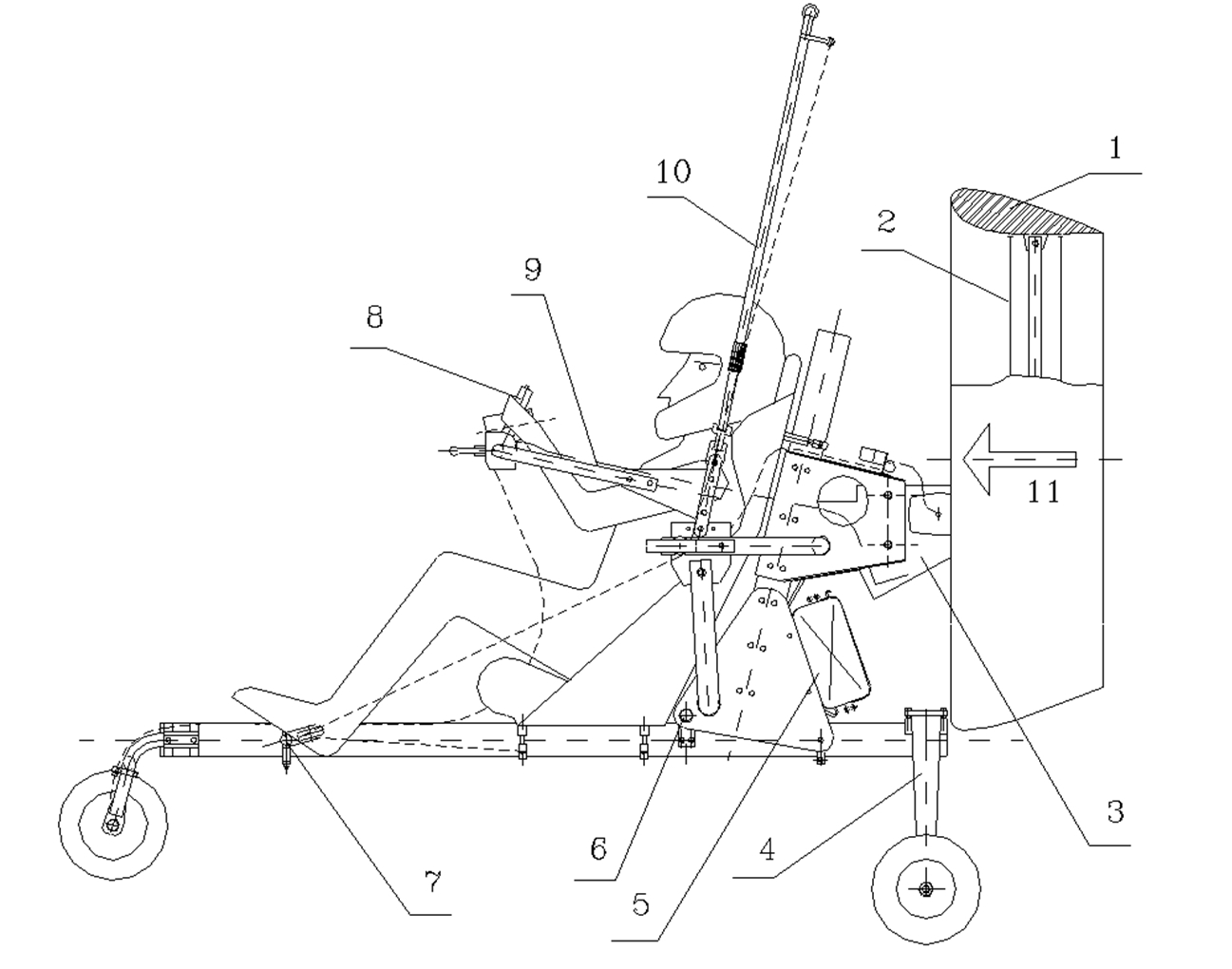
Wózek spadochronu (według opisu patentowego)

PARAFAN – motospadochron.

## Konstrukcja
Układ jednoosobowego wózka podwieszonego pod wielokomorowym spadochronem typu latające skrzydło.
Wózek spadochronu jest konstrukcją wykonaną z rur duralowych do której mocowany jest fotel pilota wyposażony w pasy bezpieczeństwa. Fotel zapewnia pilotowi wygodną pozycję i dostateczną swobodę ruchów. Konstrukcja wózka umożliwia składanie go do objętości pozwalającej na przewożenie w bagażniku samochodu. Możliwe jest również holowanie wózka za samochodem.
Podwozie główne sprężyste (goleń stalowa) zapewnia bezpieczne lądowanie przy pionowej składowej prędkości przyziemienia do 3,5 m/s. Koło przednie hamowane.
Zespół napędowy stanowi, dwusuwowy – dwucylindrowy bokser wyposażony w trzypasowy reduktor, włoski silnik  KFM o mocy 26 kW. Jest to. Silnik napędza poprzez przekładnie redukcyjno-przeciwbieżną otunelowane, trójłopatowe, śmigła przeciwbieżne o średnicy 1067 mm (42"). Zmianę kąta nastawienia łopat jest możliwa na ziemi.
Tunel jest on konstrukcją skorupową wykonaną jako przekładka  z kompozytu szklanego. W węzłach mocowania siły skupione wprowadzane są poprzez sztywne żebra. Podstawowe dane tunelu: profil R II (24%), kąt rozchylenia na cięciwie profilu – 29 stopni, kąt rozchylenia (na cięciwie Cz = 0) profilu – 22 stopnie, wydłużenie tunelu – 0,28.
Przekładnia przeciwbieżna jest przekładnią zębatą-stożkową, szczelną i smarowaną olejem przekładniowym Do korpusu przekładni – między tarczami śmigieł – mocowany jest na czterech wysięgnikach  tunel.
Sterowanie w płaszczyźnie poziomej jest realizowane za pomocą pedałów, poprzez zespół linek sterujących odginanie krawędzi spływu spadochronu. Sterowanie w płaszczyźnie pionowej, realizuje się poprzez zmianę obrotów silnika.
Spadochron wielokomorowy typu latające skrzydło. Szerszy opis konstrukcji znajduje się w opracowaniu Instytutu Lotnictwa.

## Historia
W roku 1985 z inicjatywy dr inż. Andrzeja Komora  zespół kierowany przez dr  inż. Marka Dębskiego podjął się skonstruowania i wykonania na zmówienie włoskiej firmy lotniczej spadochronu z napędem silnikowym. Była to w tym czasie druga tego typu konstrukcja na świecie, po amerykańskim Paraplane.
Więcej informacji na temat tej konstrukcji przedstawiono w jednym z wykładów cyklu prezentującego polską technikę lotniczą.

## Zespół konstrukcyjny
Dr inż. Marek Dębski – główny konstruktor, dr inż. Andrzej Komor – inicjator i współautor koncepcji, mgr inż. Janusz Krasnodębski – konstrukcja wózka, dr  inż. Jacek Skalski – przekładnia, mgr inż. Zbigniew Pałasiński – tunel, Konstruktorzy z firmy Aviotex – Legionowo – spadochron, tech. Czesław Pieniak – warsztat.

## Badania w locie
Badania w locie przeprowadzono we Włoszech, a informacje o tej konstrukcji pojawiły się w prasie zachodniej.

## Przeznaczenie
Konstrukcja była rozwijana m.in. w kierunku zastosowań „specjalnych”.

## Uzyskane patenty
Efektem pracy było także uzyskanie ochrony patentowej na wynalazki związane z konstrukcją wózka spadochronu, w tym otunelowane śmigła przeciwbieżne oraz na zastosowanie spadochronu jako żagla wielokomorowego
.